# Ewa Krasnodębska
Ewa Krasnodębska (ur. 9 lipca 1925 w Warszawie) – polska aktorka, teatralna i filmowa.

## Życiorys
Urodziła się w rodzinie artystycznej, jej matka Maria Krasnodębska z Badowskich była absolwentką Akademii Sztuk Pięknych a babcia pianistką. W dzieciństwie mierzyła się z trudnościami życia podczas wojny, pracowała przymusowo dla Niemców wypisując dokumenty oraz przepustki. Po wojnie zdała szkołę aktorską w 1949.
Zawodowo związała się z teatrami Wrocławia i Warszawy. Jako żona dziennikarza i dyplomaty Jana Zakrzewskiego wiele lat spędziła za granicą (m.in. we Francji i w USA). We Francji zrealizowała dla Telewizji Polskiej (TVP) cykl wywiadów z najsłynniejszymi gwiazdami światowego kina, natomiast pobyt w Stanach Zjednoczonych zaowocował zbiorem reportaży i felietonów Jak odkrywałam Amerykę (1983). Przeżyła porażenie piorunem, spożycie wilczych jagód w trakcie odpoczynku w sanatorium w Krynicy Górskiej oraz potrącenie motocyklem, po tym ostatnim doświadczyła wylewu krwi oraz śmierci klinicznej.
22 grudnia 2008 z rąk podsekretarza stanu w MKiDN Tomasza Merty odebrała Srebrny Medal „Zasłużony Kulturze Gloria Artis”. Ewa Krasnodębska wciąż pozostaje aktywna artystycznie, jednak teraz zajmuje się pisaniem wierszy.
W setną rocznicę jej urodzin została uhonorowana kwiatami oraz prezentami, Warszawiacy zorganizowali również dla aktorki koncert utworów Fryderyka Chopina.

## Teatr
- Teatr Polski we Wrocławiu (1949–1951)
- Teatr Polski w Warszawie (1951–1955)
- Teatr Dramatyczny w Warszawie (1955–1958)
- Teatr Narodowy w Warszawie (1958–1989)

## Filmografia
- Fenomen (2010), reż. T. Paradowicz – Aurelia
- Jeszcze nie wieczór (2008), reż. J. Bławut – Marilyn
- Zbrodniarz, który ukradł zbrodnię (1969), reż. J. Majewski – żona Leśniakiewicza, matka Kernera
- Zejście do piekła (1966), reż. Z. Kuźmiński – Ewa Boer
- Marysia i Napoleon (1966), reż. L. Buczkowski – Anetka Potocka
- Tarpany (1961), reż. K. Kutz – Nina, żona kierownika ośrodka doświadczalnego
- Awantura o Basię (1959), reż. M. Kaniewska – Stanisława Olszańska
- Nikodem Dyzma (1956), reż. J. Rybkowski – Nina Kunicka
- Zaczarowany rower (1955), reż. S. Sternfeld – nauczycielka, polonistka
- Piątka z ulicy Barskiej (1953), reż. A. Ford – Maria Radziszewska, siostra Zygmunta
- Za wami pójdą inni (1949), reż. A. Bohdziewicz – Anna